# Omikron Aquilae
Omikron Aquilae (ο Aqulilae, förkortat Omikron Aql, ο Aql)  är en dubbelstjärna belägen i den mellersta delen av stjärnbilden Örnen (stjärnbild). Den har en skenbar magnitud på 5,11 och är synlig för blotta ögat där ljusföroreningar ej förekommer. Baserat på parallaxmätning inom Hipparcosuppdraget på ca 52,1 mas, beräknas den befinna sig på ett avstånd på ca 63 ljusår (ca 19 parsek) från solen.

## Egenskaper
Primärstjärnan Omikron Aquilae A är en gul till vit stjärna i huvudserien av spektralklass F8 V. Den har en beräknad massa som är omkring 25 procent större än solens massa, en radie som är ca 1,5 gånger större än solens och utsänder från dess fotosfär ca 2,9 gånger mera energi än solen vid en effektiv temperatur av ca 6 100 K.
År 1998 var Omikron Aquilae en av nio identifierade stjärnor som upplevt en superflare. Den första flare som observerades från Omicron Aquilae kom 1979, med en ökning av magnituden med 0,07 enheter och en varaktighet på mindre än fem dygn. Den andra inträffade 1980, med en magnitudförändring på 0,09 enheter och en varaktighet på femton dygn. Den energi som frisläpptes under den andra flaren uppskattas till 9 × 1037 erg.
En följeslagare av magnitud 12,67 med omkring en tredjedel av solens massa och med gemensam rörelse genom rymden är belägen med en vinkelseparation på 22,5 bågsekunder vid en positionsvinkel på 221°. Baserat på dess matchande parallaxvärde motsvarar detta en projicerad separation av 431 astronomiska enheter. Betecknad Omikron Aquilae C, är denna är en liten röd dvärgstjärna av spektralklass M3 V. Omikron Aquilae B är en optisk följeslagare som endast av en tillfällighet uppträder i riktningen mot primärstjärnan.